# Amblyjoppa basalis
Amblyjoppa basalis là một loài tò vò trong họ Ichneumonidae.